# Braunschweiger Turn- und Sportverein Eintracht von 1895 1974-1975
Questa voce raccoglie le informazioni riguardanti il Braunschweiger Turn- und Sportverein Eintracht von 1895 nelle competizioni ufficiali della stagione 1974-1975.

## Stagione
Nella stagione 1974-1975 l'Eintracht Braunschweig, allenato da Branko Zebec, concluse il campionato di Bundesliga al 9º posto. In Coppa di Germania l'Eintracht Braunschweig fu eliminato al terzo turno dal Viktoria Colonia.

## Rosa
| N. |                     | Ruolo | Calciatore            |
| -- | ------------------- | ----- | --------------------- |
|    | Germania (bandiera) | P     | Bernd Franke          |
|    | Germania (bandiera) | P     | Uwe Hain              |
|    | Germania (bandiera) | P     | Wolfgang Hoinza       |
|    | Germania (bandiera) | D     | Wolfgang Grzyb        |
|    | Germania (bandiera) | D     | Friedhelm Haebermann  |
|    | Germania (bandiera) | D     | Hans-Jürgen Hellfritz |
|    | Germania (bandiera) | D     | Reiner Hollmann       |
|    | Germania (bandiera) | D     | Gerd Kuhlmeyer        |
|    | Germania (bandiera) | D     | Franz Merkhoffer      |
|    | Germania (bandiera) | C     | Wolfgang Dremmler     |
|    | Germania (bandiera) | C     | Dietmar Erler         |
|    | Germania (bandiera) | C     | Ronald Feuerhahn      |

| N. |                                 | Ruolo | Calciatore           |
| -- | ------------------------------- | ----- | -------------------- |
|    | Germania (bandiera)             | C     | Karl-Heinz Handschuh |
|    | Germania (bandiera)             | C     | Eberhard Haun        |
|    | Bosnia ed Erzegovina (bandiera) | C     | Aleksandar Ristić    |
|    | Germania (bandiera)             | C     | Rainer Slodczyk      |
|    | Germania (bandiera)             | C     | Jürgen Weber         |
|    | Germania (bandiera)             | A     | Ludwig Bründl        |
|    | Germania (bandiera)             | A     | Jaro Deppe           |
|    | Germania (bandiera)             | A     | Wolfgang Frank       |
|    | Germania (bandiera)             | A     | Bernd Gersdorff      |
|    | Germania (bandiera)             | A     | Peter Hayduk         |
|    | Germania (bandiera)             | A     | Hartmut Konschal     |

## Organigramma societario
Area tecnica
- Allenatore: Branko Zebec
- Allenatore in seconda: Heinz Patzig
- Preparatore dei portieri:
- Preparatori atletici:

## Calciomercato

### Sessione estiva
| Acquisti | Acquisti             | Acquisti       | Acquisti |
| R.       | Nome                 | da             | Modalità |
| -------- | -------------------- | -------------- | -------- |
| A        | Wolfgang Frank       | AZ Alkmaar     |          |
| C        | Karl-Heinz Handschuh | Stoccarda      |          |
| A        | Peter Hayduk         | FSV Schöningen |          |
| C        | Aleksandar Ristić    | Velež Mostar   |          |

| Cessioni | Cessioni         | Cessioni | Cessioni |
| R.       | Nome             | a        | Modalità |
| -------- | ---------------- | -------- | -------- |
| C        | Heinz Bartels    | Eupen    |          |
| C        | Allan Michaelsen | Chiasso  |          |

### Sessione invernale
| Acquisti | Acquisti | Acquisti | Acquisti |
| R.       | Nome     | da       | Modalità |
| -------- | -------- | -------- | -------- |

| Cessioni | Cessioni | Cessioni | Cessioni |
| R.       | Nome     | a        | Modalità |
| -------- | -------- | -------- | -------- |

## Risultati

### Bundesliga

#### Girone di andata
| Arbitro: | Weyland |

|                                                       |           |  |
| Bründl 2’ Frank 14’ Gersdorff 30’, 61’ Haebermann 70’ | Marcatori |  |

| Arbitro: | Berner |

|                             |           |  |
| Sandberg 73’ Toppmöller 88’ | Marcatori |  |

| Arbitro: | Zuchantke |

|                                               |           |             |
| Frank 12’ Bründl 46’ Grzyb 57’ Haebermann 59’ | Marcatori | 89’ Seliger |

| Arbitro: | Klauser |

|             |           |                         |
| Lippens 76’ | Marcatori | 26’ Erler 62’ Gersdorff |

| Arbitro: | Linn |

|                              |           |  |
| Merkhoffer 43’ Gersdorff 72’ | Marcatori |  |

| Arbitro: | Riegg |

|                     |           |                      |
| Herzog 14’ Seel 65’ | Marcatori | 51’ Bründl 72’ Frank |

| Arbitro: | Hilker |

|                                           |           |            |
| Ristić 7’ Bründl 39’ (rig.) Gersdorff 47’ | Marcatori | 84’ Hoeneß |

| Arbitro: | Eschweiler |

|                        |           |           |
| Kostedde 2’ Janzon 43’ | Marcatori | 88’ Erler |

| Arbitro: | Waltert |

|                         |           |             |
| Haebermann 7’ Frank 81’ | Marcatori | 55’ Sziedat |

| Stoccarda 19 ottobre 1974, ore 15:30 CET 10ª giornata | Stoccarda | 0 – 0 referto | Eintracht Braunschweig | Neckarstadion (20 000 spett.)\| Arbitro: \| Fork \| |
| Arbitro:                                              | Fork      |               |                        |                                                     |

| Arbitro: | Biwersi |

|               |           |                                           |
| Gersdorff 21’ | Marcatori | 16’ Cullmann 24’, 89’ Müller 82’ Lauscher |

| Arbitro: | Frickel |

|  |           |            |
|  | Marcatori | 37’ Bründl |

| Arbitro: | Messmer |

|                      |           |  |
| Handschuh 44’ (rig.) | Marcatori |  |

| Amburgo 22 novembre 1974, ore 20:00 CET 14ª giornata | Amburgo    | 0 – 0 referto | Eintracht Braunschweig | Volksparkstadion (42 000 spett.)\| Arbitro: \| Hillebrand \| |
| Arbitro:                                             | Hillebrand |               |                        |                                                              |

| Braunschweig 30 novembre 1974, ore 15:30 CET 15ª giornata | Eintracht Braunschweig | 0 – 0 referto | Werder Brema | Stadion an der Hamburger Straße (17 000 spett.)\| Arbitro: \| Weyland \| |
| Arbitro:                                                  | Weyland                |               |              |                                                                          |

| Arbitro: | Tschenscher |

|                   |           |                                            |
| Danner 34’ (aut.) | Marcatori | 12’ Kulik 15’ Jensen 68’ (aut.) Merkhoffer |

| Arbitro: | Hennig |

|                         |           |  |
| Kraus 51’ Neuberger 71’ | Marcatori |  |

#### Girone di ritorno
| Arbitro: | Eschweiler |

|                |           |                    |
| Rumor 22’, 63’ | Marcatori | 16’, 44’ Gersdorff |

| Arbitro: | Schmoock |

|                                              |           |                           |
| Gersdorff 13’ Frank 37’ Handschuh 57’ (rig.) | Marcatori | 12’ Weiler 71’ Toppmöller |

| Arbitro: | Berner |

|                                      |           |                         |
| Lehmann 3’ (rig.) Worm 27’ Dietz 65’ | Marcatori | 18’ Handschuh 74’ Frank |

| Arbitro: | Schröder |

|                                         |           |                  |
| Erler 20’ Frank 34’, 72’ Merkhoffer 79’ | Marcatori | 39’, 82’ Lippens |

| Arbitro: | Tschenscher |

|           |           |  |
| Balte 83’ | Marcatori |  |

| Arbitro: | Frickel |

|                                                    |           |  |
| Merkhoffer 21’ Zimmermann 31’ (aut.) Gersdorff 40’ | Marcatori |  |

| Arbitro: | Waltert |

|            |           |  |
| Müller 48’ | Marcatori |  |

| Arbitro: | Waltert |

|               |           |  |
| Gersdorff 41’ | Marcatori |  |

| Arbitro: | Wichmann |

|                                         |           |           |
| Müller 34’ (rig.) Szymanek 77’ Beer 81’ | Marcatori | 57’ Frank |

| Arbitro: | Hillebrand |

|                                                            |           |  |
| Frank 7’ Bründl 11’ Gersdorff 18’, 74’ Grzyb 36’ Erler 48’ | Marcatori |  |

| Arbitro: | Meuser |

|                             |           |  |
| Müller 17’, 19’ Neumann 31’ | Marcatori |  |

| Arbitro: | Klauser |

|               |           |            |
| Gersdorff 49’ | Marcatori | 79’ Cremer |

| Arbitro: | Betz |

|           |           |           |
| Budde 20’ | Marcatori | 24’ Grzyb |

| Arbitro: | Fork |

|              |           |                         |
| Gersdorff 4’ | Marcatori | 15’ Hidien 27’ Sperlich |

| Brema 31 maggio 1975, ore 15:30 CET 32ª giornata | Werder Brema | 0 – 0 referto | Eintracht Braunschweig | Weserstadion (15 000 spett.)\| Arbitro: \| Kindervater \| |
| Arbitro:                                         | Kindervater  |               |                        |                                                           |

| Arbitro: | Haselberger |

|                 |           |  |
| Jensen 88’, 90’ | Marcatori |  |

| Arbitro: | Weyland |

|                                |           |  |
| Bründl 58’ (rig.) Hollmann 67’ | Marcatori |  |

### Coppa di Germania
| Arbitro: | Aldinger |

|                                          |           |                |
| Gersdorff 8’, 109’ Grzyb 97’ Bründl 104’ | Marcatori | 83’ Hermandung |

| Arbitro: | Hillebrand |

|                                    |           |                                                         |
| Seiler 6’ Wosab 52’ Jakubowski 88’ | Marcatori | 17’ Handschuh 34’, 75’ Frank 54’ Gersdorff 71’ Hollmann |

| Arbitro: | Hellwig |

|              |           |                          |
| Hollmann 65’ | Marcatori | 39’ Fuhrmann 75’ Richter |

## Statistiche

### Statistiche di squadra
| Competizione      | Punti | In casa | In casa | In casa | In casa | In casa | In casa | In trasferta | In trasferta | In trasferta | In trasferta | In trasferta | In trasferta | Totale | Totale | Totale | Totale | Totale | Totale | DR  |
| Competizione      | Punti | G       | V       | N       | P       | Gf      | Gs      | G            | V            | N            | P            | Gf           | Gs           | G      | V      | N      | P      | Gf     | Gs     | DR  |
| ----------------- | ----- | ------- | ------- | ------- | ------- | ------- | ------- | ------------ | ------------ | ------------ | ------------ | ------------ | ------------ | ------ | ------ | ------ | ------ | ------ | ------ | --- |
| Bundesliga        | 36    | 17      | 12      | 2       | 3       | 40      | 17      | 17           | 2            | 6            | 9            | 12           | 25           | 34     | 14     | 8      | 12     | 52     | 42     | +10 |
| Coppa di Germania | -     | 2       | 1       | 0       | 1       | 5       | 3       | 1            | 1            | 0            | 0            | 5            | 3            | 3      | 2      | 0      | 1      | 10     | 6      | +4  |
| Totale            | 36    | 19      | 13      | 2       | 4       | 45      | 20      | 18           | 3            | 6            | 9            | 17           | 28           | 37     | 16     | 8      | 13     | 62     | 48     | +14 |

### Andamento in campionato
| Giornata  | 1 | 2 | 3 | 4 | 5 | 6 | 7 | 8 | 9 | 10 | 11 | 12 | 13 | 14 | 15 | 16 | 17 | 18 | 19 | 20 | 21 | 22 | 23 | 24 | 25 | 26 | 27 | 28 | 29 | 30 | 31 | 32 | 33 | 34 |
| --------- | - | - | - | - | - | - | - | - | - | -- | -- | -- | -- | -- | -- | -- | -- | -- | -- | -- | -- | -- | -- | -- | -- | -- | -- | -- | -- | -- | -- | -- | -- | -- |
| Luogo     | C | T | C | T | C | T | C | T | C | T  | C  | T  | C  | T  | C  | C  | T  | T  | C  | T  | C  | T  | C  | T  | C  | T  | C  | T  | C  | T  | C  | T  | T  | C  |
| Risultato | V | P | V | V | V | N | V | P | V | N  | P  | V  | V  | N  | N  | P  | P  | N  | V  | P  | V  | P  | V  | P  | V  | P  | V  | P  | N  | N  | P  | N  | P  | V  |
| Posizione | 2 | 7 | 2 | 2 | 2 | 3 | 2 | 3 | 2 | 2  | 4  | 3  | 2  | 2  | 2  | 5  | 9  | 9  | 7  | 9  | 7  | 9  | 8  | 8  | 8  | 8  | 7  | 9  | 9  | 9  | 9  | 9  | 9  | 9  |

Legenda:

Luogo: C = Casa; T = Trasferta. Risultato: V = Vittoria; N = Pareggio; P = Sconfitta.

### Statistiche dei giocatori
| Giocatore     | Bundesliga | Bundesliga | Bundesliga  | Bundesliga | Coppa di Germania | Coppa di Germania | Coppa di Germania | Coppa di Germania | Totale   | Totale | Totale      | Totale     |
| Giocatore     | Presenze   | Reti       | Ammonizioni | Espulsioni | Presenze          | Reti              | Ammonizioni       | Espulsioni        | Presenze | Reti   | Ammonizioni | Espulsioni |
| ------------- | ---------- | ---------- | ----------- | ---------- | ----------------- | ----------------- | ----------------- | ----------------- | -------- | ------ | ----------- | ---------- |
| L. Bründl     | 26         | 7          | 0           | 0          | 3                 | 1                 | 0                 | 0                 | 29       | 8      | 0           | 0          |
| J. Deppe      | 0          | 0          | 0           | 0          | 0                 | 0                 | 0                 | 0                 | 0        | 0      | 0           | 0          |
| W. Dremmler   | 10         | 0          | 0           | 0          | 1                 | 0                 | 0                 | 0                 | 11       | 0      | 0           | 0          |
| D. Erler      | 33         | 4          | 2           | 0          | 3                 | 0                 | 0                 | 0                 | 36       | 4      | 2           | 0          |
| R. Feuerhahn  | 1          | 0          | 0           | 0          | 0                 | 0                 | 0                 | 0                 | 1        | 0      | 0           | 0          |
| W. Frank      | 32         | 10         | 1           | 0          | 3                 | 2                 | 0                 | 0                 | 35       | 12     | 1           | 0          |
| B. Franke     | 34         | 0          | 0           | 0          | 2                 | 0                 | 0                 | 0                 | 36       | 0      | 0           | 0          |
| B. Gersdorff  | 34         | 15         | 5           | 0          | 2                 | 3                 | 0                 | 0                 | 36       | 18     | 5           | 0          |
| W. Grzyb      | 33         | 3          | 4           | 0          | 3                 | 1                 | 0                 | 0                 | 36       | 4      | 4           | 0          |
| F. Haebermann | 31         | 3          | 0           | 0          | 3                 | 0                 | 0                 | 0                 | 34       | 3      | 0           | 0          |
| U. Hain       | 0          | 0          | 0           | 0          | 0                 | 0                 | 0                 | 0                 | 0        | 0      | 0           | 0          |
| K. Handschuh  | 34         | 3          | 6           | 0          | 3                 | 1                 | 0                 | 0                 | 37       | 4      | 6           | 0          |
| E. Haun       | 0          | 0          | 0           | 0          | 0                 | 0                 | 0                 | 0                 | 0        | 0      | 0           | 0          |
| P. Hayduk     | 0          | 0          | 0           | 0          | 0                 | 0                 | 0                 | 0                 | 0        | 0      | 0           | 0          |
| H. Hellfritz  | 11         | 0          | 0           | 0          | 1                 | 0                 | 0                 | 0                 | 12       | 0      | 0           | 0          |
| W. Hoinza     | 0          | 0          | 0           | 0          | 1                 | 0                 | 0                 | 0                 | 1        | 0      | 0           | 0          |
| R. Hollmann   | 32         | 1          | 6           | 0          | 3                 | 2                 | 0                 | 0                 | 35       | 3      | 6           | 0          |
| H. Konschal   | 13         | 0          | 0           | 0          | 2                 | 0                 | 0                 | 0                 | 15       | 0      | 0           | 0          |
| G. Kuhlmeyer  | 0          | 0          | 0           | 0          | 0                 | 0                 | 0                 | 0                 | 0        | 0      | 0           | 0          |
| F. Merkhoffer | 34         | 3          | 6           | 0          | 3                 | 0                 | 0                 | 0                 | 37       | 3      | 6           | 0          |
| A. Ristić     | 31         | 1          | 1           | 0          | 2                 | 0                 | 0                 | 0                 | 33       | 1      | 1           | 0          |
| R. Slodczyk   | 0          | 0          | 0           | 0          | 0                 | 0                 | 0                 | 0                 | 0        | 0      | 0           | 0          |
| J. Weber      | 1          | 0          | 0           | 0          | 2                 | 0                 | 0                 | 0                 | 3        | 0      | 0           | 0          |